# Brigitte Benon
Brigitte Benon (26 maggio 1963) è un'ex schermitrice francese, vincitrice di una medaglia d'argento ai campionati mondiali di scherma.